# 高畠町
高畠町（たかはたまち）は、山形県南東の東置賜郡にある人口約2万1千人の町。

## 概要
高畠町は「有機農業」の盛んな町としても知られ、デラウエアの生産量は日本一で、高畠町三条目地区はラ・フランスの発祥の地である。農業（稲作・果樹・野菜・畜産・山菜）、食料品工業、酒蔵、ワインメーカー、パン製造企業、機械工業、電子工業、リサイクル企業、バイオマス企業などを有し「農業と工業」の調和がとれた町である。
また、全国唯一のペットの神と知られる「犬の宮・猫の宮」への健康祈願や供養に訪れる人も多い。

## 地理
- 位置
  - 東経: 140°07′〜140°17′
  - 北緯: 37°54′〜38°05′
- 山: 奥羽山脈（竜ヶ岳、駒ヶ岳）
- 河川: 最上川、屋代川、和田川
- 湖沼: 蛭沢湖（びるざわこ）、鈴沼（すずぬま）

## 気候
寒暖の差が大きく気温の年較差、日較差が大きい顕著な大陸性気候である。降雪量が多く、周辺の自治体と同様に特別豪雪地帯に指定されている。
| 高畠（1991年 - 2020年）の気候      | 高畠（1991年 - 2020年）の気候 | 高畠（1991年 - 2020年）の気候 | 高畠（1991年 - 2020年）の気候 | 高畠（1991年 - 2020年）の気候 | 高畠（1991年 - 2020年）の気候 | 高畠（1991年 - 2020年）の気候 | 高畠（1991年 - 2020年）の気候 | 高畠（1991年 - 2020年）の気候 | 高畠（1991年 - 2020年）の気候 | 高畠（1991年 - 2020年）の気候 | 高畠（1991年 - 2020年）の気候 | 高畠（1991年 - 2020年）の気候 | 高畠（1991年 - 2020年）の気候 |
| 月                                 | 1月                           | 2月                           | 3月                           | 4月                           | 5月                           | 6月                           | 7月                           | 8月                           | 9月                           | 10月                          | 11月                          | 12月                          | 年                            |
| ---------------------------------- | ----------------------------- | ----------------------------- | ----------------------------- | ----------------------------- | ----------------------------- | ----------------------------- | ----------------------------- | ----------------------------- | ----------------------------- | ----------------------------- | ----------------------------- | ----------------------------- | ----------------------------- |
| 最高気温記録 °C （°F）             | 13.8 (56.8)                   | 19.0 (66.2)                   | 22.6 (72.7)                   | 29.7 (85.5)                   | 35.2 (95.4)                   | 35.4 (95.7)                   | 36.9 (98.4)                   | 38.1 (100.6)                  | 36.8 (98.2)                   | 30.4 (86.7)                   | 24.9 (76.8)                   | 19.0 (66.2)                   | 38.1 (100.6)                  |
| 平均最高気温 °C （°F）             | 2.4 (36.3)                    | 3.4 (38.1)                    | 7.8 (46)                      | 15.6 (60.1)                   | 21.9 (71.4)                   | 25.4 (77.7)                   | 28.5 (83.3)                   | 30.2 (86.4)                   | 25.6 (78.1)                   | 19.2 (66.6)                   | 12.1 (53.8)                   | 5.4 (41.7)                    | 16.5 (61.7)                   |
| 日平均気温 °C （°F）               | −0.9 (30.4)                   | −0.6 (30.9)                   | 2.6 (36.7)                    | 9.1 (48.4)                    | 15.3 (59.5)                   | 19.6 (67.3)                   | 23.2 (73.8)                   | 24.3 (75.7)                   | 19.9 (67.8)                   | 13.2 (55.8)                   | 6.8 (44.2)                    | 1.6 (34.9)                    | 11.2 (52.2)                   |
| 平均最低気温 °C （°F）             | −4.2 (24.4)                   | −4.4 (24.1)                   | −1.8 (28.8)                   | 3.1 (37.6)                    | 9.0 (48.2)                    | 14.4 (57.9)                   | 19.0 (66.2)                   | 19.7 (67.5)                   | 15.5 (59.9)                   | 8.5 (47.3)                    | 2.5 (36.5)                    | −1.6 (29.1)                   | 6.7 (44.1)                    |
| 最低気温記録 °C （°F）             | −14.2 (6.4)                   | −19.2 (−2.6)                  | −13.0 (8.6)                   | −6.5 (20.3)                   | −0.7 (30.7)                   | 4.8 (40.6)                    | 9.6 (49.3)                    | 10.3 (50.5)                   | 3.9 (39)                      | −1.7 (28.9)                   | −7.8 (18)                     | −16.1 (3)                     | −19.2 (−2.6)                  |
| 降水量 mm （inch）                 | 113.0 (4.449)                 | 69.5 (2.736)                  | 74.6 (2.937)                  | 65.4 (2.575)                  | 75.7 (2.98)                   | 103.6 (4.079)                 | 184.9 (7.28)                  | 143.4 (5.646)                 | 124.6 (4.906)                 | 114.6 (4.512)                 | 92.1 (3.626)                  | 119.0 (4.685)                 | 1,283 (50.512)                |
| 平均降水日数 （≥1.0 mm）           | 19.5                          | 15.3                          | 13.7                          | 10.8                          | 9.6                           | 10.0                          | 13.7                          | 10.5                          | 10.9                          | 11.3                          | 14.0                          | 18.1                          | 157.3                         |
| 平均月間日照時間                   | 60.1                          | 87.1                          | 138.7                         | 174.2                         | 198.4                         | 168.0                         | 151.3                         | 186.4                         | 137.0                         | 126.0                         | 92.3                          | 58.9                          | 1,578.5                       |
| 出典1：Japan Meteorological Agency |                               |                               |                               |                               |                               |                               |                               |                               |                               |                               |                               |                               |                               |
| 出典2：気象庁                      |                               |                               |                               |                               |                               |                               |                               |                               |                               |                               |                               |                               |                               |

## 町勢
- 面積
  - 180.26平方キロメートル（令和２年１月１日国土地理院）[2]
  - 可住地面積 76.4平方キロメートル（42.4%）
  - 林野面積 103.27平方キロメートル（52.4%）

- 人口：21,949人（令和５年４月１日現在）[2]
  - 男性：10,750人、女性：11,199人
- 世帯数
  - 7,793世帯

- 予算規模（単位：千円）

| 会計別   | 令和６年度予算 | 令和5年度予算 | 増 減     |
| -------- | -------------- | ------------- | --------- |
| 一般会計 | 14,630,000     | 12,640,000    | 1,990,000 |
| 特別会計 | 5,727,833      | 6,667,043     | △939,210  |
| 企業会計 | 4,683,429      | 3,525,663     | 1,157,766 |
| 合 計    | 25,041,262     | 22,832,706    | 2,208,556 |

- 町の職員数（令和4年1月現在）[2]
  - 一般職員: 216人
  - 病院職員: 183人
  - 合計: 399人

## まほろばの里
「まほろば」とは、古事記などにしばしばみられる「まほら」という古語に由来する言葉で、「丘、山に囲まれた稔豊かな住みよいところ」という意味をもっている。昭和30代に町役場にてキャッチコピーを募集した際、町役場職員（糠野目）の濱田善雄が発案し可決されたものである。

## 地域
高畠町は町内を6の地区に分けている。
1. 屋代地区
2. 高畠地区
3. 二井宿地区
4. 亀岡地区
5. 和田地区
6. 糠野目地区

| |                                        |  |
| 高畠町と全国の年齢別人口分布（2005年） | 高畠町の年齢・男女別人口分布（2005年） |  |
| ■紫色 ― 高畠町 ■緑色 ― 日本全国 | ■青色 ― 男性 ■赤色 ― 女性              |  |
| 高畠町（に相当する地域）の人口の推移 \| 1970年（昭和45年） \| 27,760人 \| \| \| 1975年（昭和50年） \| 26,868人 \| \| \| 1980年（昭和55年） \| 27,440人 \| \| \| 1985年（昭和60年） \| 27,576人 \| \| \| 1990年（平成2年） \| 27,510人 \| \| \| 1995年（平成7年） \| 26,964人 \| \| \| 2000年（平成12年） \| 26,807人 \| \| \| 2005年（平成17年） \| 26,026人 \| \| \| 2010年（平成22年） \| 25,025人 \| \| \| 2015年（平成27年） \| 23,882人 \| \| \| 2020年（令和2年） \| 22,463人 \| \| |                                        |  |
| 総務省統計局 国勢調査より |                                        |  |
| 1970年（昭和45年） | 27,760人                               |  |
| 1975年（昭和50年） | 26,868人                               |  |
| 1980年（昭和55年） | 27,440人                               |  |
| 1985年（昭和60年） | 27,576人                               |  |
| 1990年（平成2年） | 27,510人                               |  |
| 1995年（平成7年） | 26,964人                               |  |
| 2000年（平成12年） | 26,807人                               |  |
| 2005年（平成17年） | 26,026人                               |  |
| 2010年（平成22年） | 25,025人                               |  |
| 2015年（平成27年） | 23,882人                               |  |
| 2020年（令和2年） | 22,463人                               |  |

## 行政
- 歴代町長

| 代   | 氏名     | 任期                       |
| ---- | -------- | -------------------------- |
| 初代 | 新野廣吉 | 昭和29年11月〜昭和53年10月 |
| 2代  | 島津助蔵 | 昭和53年10月〜平成6年4月   |
| 3代  | 高梨吉正 | 平成6年4月〜平成14年4月    |
| 4代  | 渡部章   | 平成14年4月〜平成18年4月   |
| 5代  | 寒河江信 | 平成18年4月〜令和4年4月    |
| 6代  | 高梨忠博 | 令和4年4月〜現職           |

## 議会

### 町議会
→詳細は「高畠町議会」を参照

## 歴史
- 明治維新以前

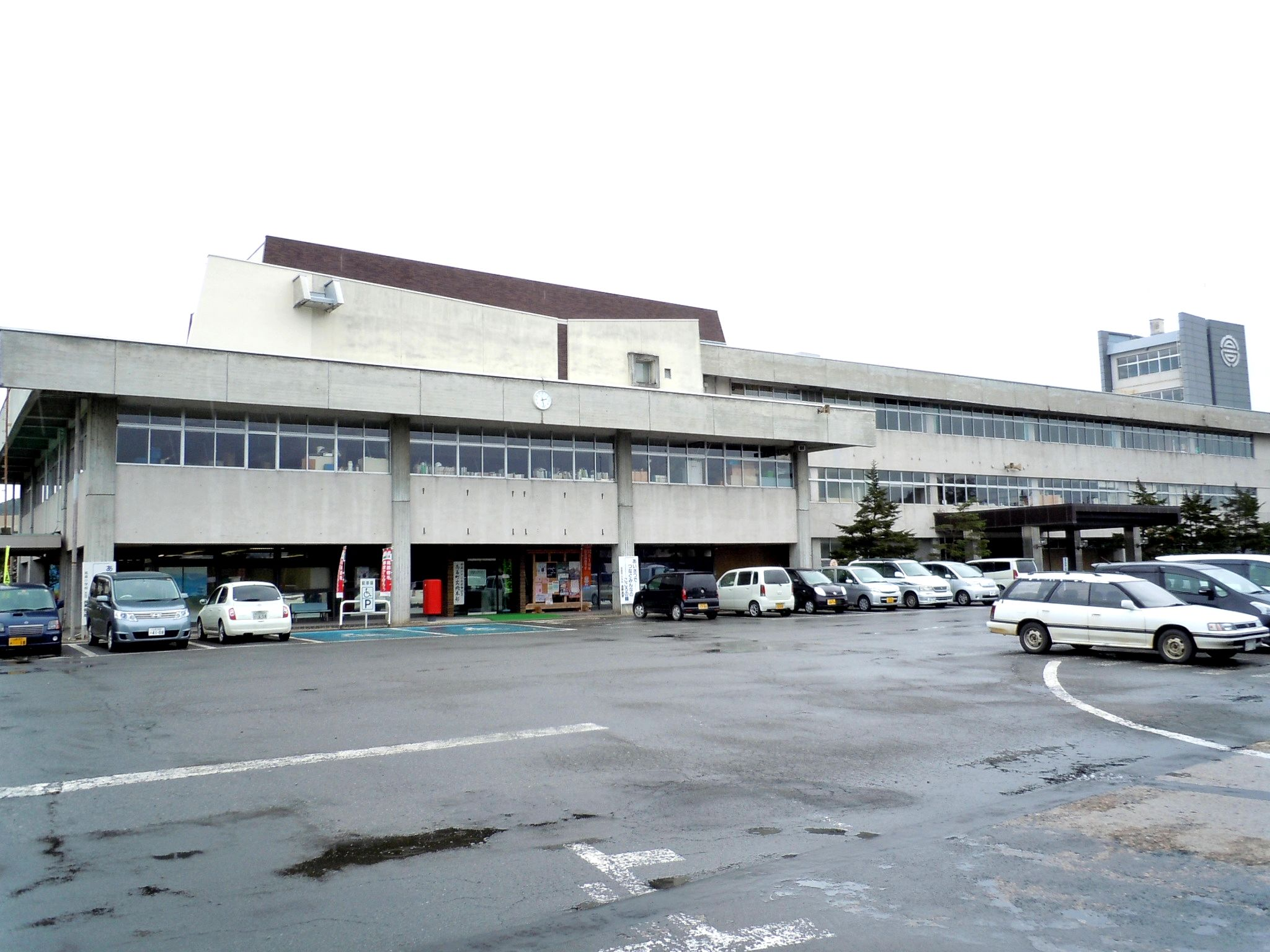
旧高畠町役場庁舎（2010年）

  - 689年（持統天皇3年） - 持統紀陸奥国優嗜曇郡（うきたむのこおり）。
  - 712年（和銅5年） - 出羽国が建置（置賜郡は隷属）。
  - 927年（延喜5年） - 延喜式に出羽国を十一郡に分け、そのうちの置賜郡を更に七分した一つに「屋代」と明記。
  - 1083年（寿永2年） - 平泉藤原氏が陸奥出羽を領し、約100年間この地を治める。
  - 1192年（建久3年） - 大江氏が置賜郡長井荘（置賜全域）地頭となり、140年間支配。
  - 1335年（建武2年） - 後醍醐天皇が楠木正成に出羽国屋代荘を賜る。
  - 1380年（南朝天授6年） - 伊達宗遠が長井氏を討ち、212年間伊達氏の支配。
  - 1591年（天正19年） - 伊達政宗が岩出山城に移封、蒲生氏郷が統治（7年間）。
  - 1598年（慶長3年） - 越後の上杉景勝が会津に封ぜられ、直江兼続が伊達・信夫・米沢を領する。
  - 1600年（慶長5年） - 関ヶ原の戦い後、上杉景勝が減封され米沢に入部。
  - 1689年（元禄2年） - 「屋代郷」三万石の目安御預かりをとかれ、幕府直轄となる。
  - 1742年（寛保2年） - 「屋代郷」は上杉家の管領地となる。
  - 1767年（明和4年） - 織田氏が高畠に移封、屋代郷が二分され、織田氏と上杉氏の支配を受ける。
  - 1831年（天保2年） - 織田氏が天童に移封。
  - 1770年（明和7年） - 「屋代郷」の一部（14カ村）が幕府直轄となる（6年間）。
  - 1776年（安永5年） - 10カ村が幕府直轄（8年間）。
  - 1784年（天明4年） - 10カ村が最上柏倉陣屋扱い（4年間）。
  - 1791年（寛政3年） - 「屋代郷」は三度上杉支配となる（76年間）。
  - 1866年（慶応2年） - 「屋代郷」は全部上杉領となる。
  - 1867年（慶応3年） - 大政奉還。
- 明治期
  - 1867年（明治9年） - 今の山形県となる。
  - 1879年（明治11年） - 東置賜郡役所が設置される。
  - 1889年（明治22年）4月1日 - 町村制施行により「東置賜郡」に以下の6村が発足。
    - 高畠村 ← 高畑村、安久津村、小郡山村、高安村、泉岡村、塩森村、金原村[3]
    - 二井宿村 ← 二井宿村
    - 屋代村 ← 竹森村、根岸村、時沢村、深沼村、一本柳村、三条目村、川沼村、柏木目村、相森村、中里村
    - 亀岡村 ← 亀岡村、露藤村、入生田村、船橋村
    - 和田村 ← 元和田村、上和田村、下和田村、馬頭村、佐沢村
    - 糠野目村 ← 小其塚村、上平柳村、蛇口村、夏茂村、福沢村、石岡村、大橋村、山崎村

  - 1895年（明治28年）12月12日 - 高畠村が町制施行・改称、高畑町となる。
  - 1905年（明治38年）1月13日 - 高畑町が改称、高畠町（第一次）となる。
- 昭和期以降
  - 1954年（昭和29年）10月1日 - 高畠町、二井宿村、屋代村、亀岡村、和田村が合併、社郷町（やしろごうまち）となる。
  - 1955年（昭和30年）4月1日 - 社郷町が糠野目村を編入、改称し高畠町（第二次）となる。
  - 1955年（昭和30年）公立高畠病院を設置。
  - 1957年（昭和32年）4月1日 - 大橋地区と石岡地区の一部を、赤湯町に編入。
  - 1960年（昭和35年）4月 - 高畠町商工会誕生。
  - 1964年（昭和39年）
    - 1月 - 町章制定。
    - 6月 - 山形県における企業誘致の先駆けとなった株式会社日電高畠製作所（のちの山形日本電気、現：ASEジャパン）が設立[4]。

  - 1967年（昭和42年）
    - 4月 ‐ 町常備消防署発足。
    - 8月 - 羽越水害（災害額6億4千万円）。
    - 12月 - 消防新庁舎完成。

  - 1968年（昭和43年） - 旧役場庁舎完成[5]。
  - 1972年（昭和47年） - 濱田廣介を名誉町民に推挙。
  - 1973年（昭和48年） - 高畠町史「上巻」発刊。
  - 1976年（昭和51年） - 高畠町史「中巻」発刊。
  - 1979年（昭和54年）
    - 6月 - 新野廣吉を名誉町民に推挙。
    - 11月 - 高畠町郷土資料館開館。町民憲章制定。

  - 1982年（昭和57年） - 特別養護老人ホーム「まほろば荘」オープン。
  - 1986年（昭和61年）
    - 6月 - まほろばの緑道全線開通。
    - 10月 - 高畠町史「下巻」発刊。
    - 11月 - 町武道館落成。
- 平成期
  - 1992年（平成4年）
    - 7月 - 山形新幹線開業。
    - 9月 - 高畠町太陽館オープン（高畠駅）。

  - 1993年（平成5年) - 県立考古資料館開館。
    - 11月3日 - 高畠町文化ホール新築工事完成、開館。　

  - 2016年（平成28年) - 町内4中学校を統合した町立高畠中学校新築工事完成、開校。
- 令和期
  - 2019年（令和元年）
    - 7月 - 高畠町図書館新築工事完成、開館。
    - 7月 - 高畠町屋内遊技場「もっくる」高畠町第4中体育館を改築、開館　　　　

  - 2023年（令和5年） - 町新庁舎建設工事開始。
  - 2025年（令和7年）5月7日 - 町役場新庁舎（鉄筋コンクリート一部鉄骨3階建て）が開庁[5][6]。

## 教育

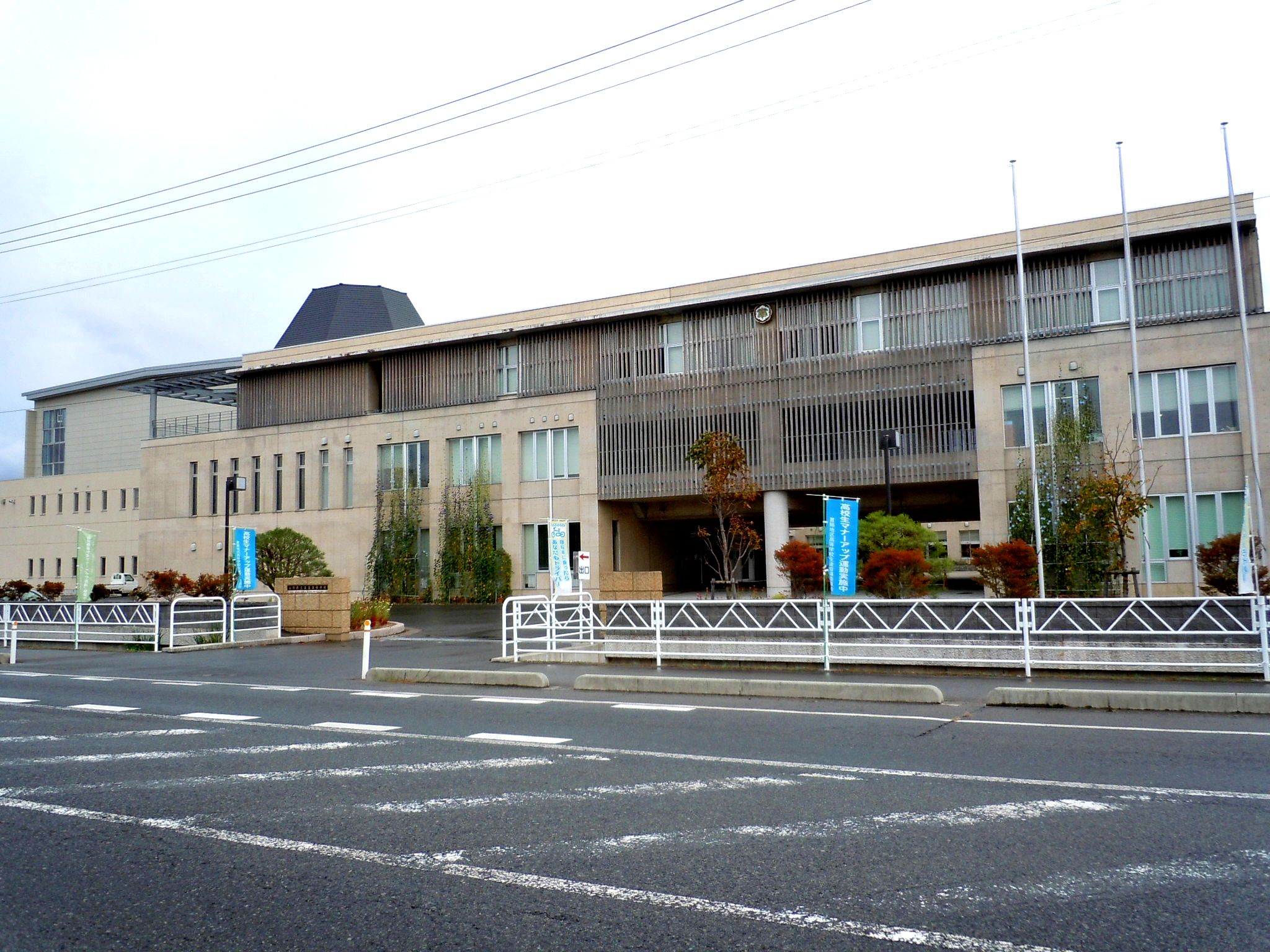
高畠高等学校

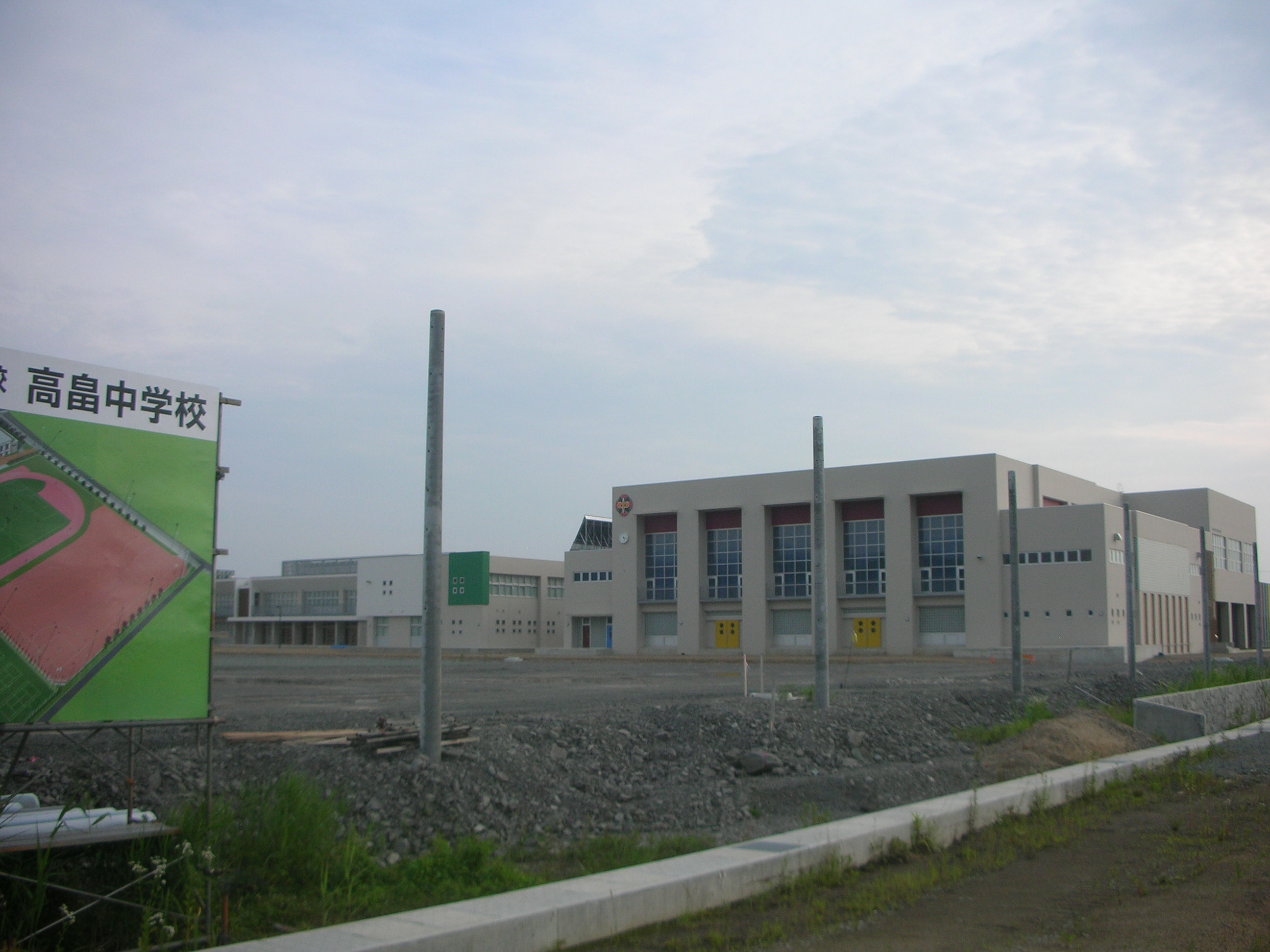
工事中の高畠町立高畠中学校。町内4中学校を統合した。

### 高等学校
- 山形県立高畠高等学校

### 中学校
- 高畠町立高畠中学校

### 小学校
- 高畠町立亀岡小学校
- 高畠町立高畠小学校
- 高畠町立二井宿小学校
- 高畠町立糠野目小学校
- 高畠町立屋代小学校
- 高畠町立和田小学校
  - 上和田分校（閉校）

### 乳幼児施設
- やしろ保育園
- にじいろこども園
- なごみこども園
- つくし保育園
- なかよし保育園
- たかはたこども園
- まつかわ幼稚園

### 社会教育
- 高畠町立図書館
- 高畠町文化ホール まほら
- 高畠町営体育館
- 高畠町武道館

## 経済

### 産業
- 産業人口
  - 農業従事者数: 5,843人
  - 工業従事者数: 4,117人
  - 商業従事者数: 1,519人
- 町の特産品
  - 米、ラ・フランス、さくらんぼ、りんご、ぶどう、まつたけ、牛肉、鯉、清酒、ワイン、ミルクケーキ、そば、納豆、乳製品、農産加工品（ジュース、ジャム、ドレッシング、漬物等）
  - 高畠つや姫（高畠ブランド推進協議会）

## 高畠町に本社及び拠点を置く主な企業・団体
- 高畠町観光物産協議会
  - 高畠ワイン(株)
  - 米鶴酒造(株)
  - 後藤康太郎酒造
  - （資）後藤酒造店
  - （株）たかはたファーム
  - 三弘製薬（株）食品部山形工場
  - （株）三奥屋
  - 三和漬物食品（株）
  - （有）後藤屋
  - つけものと手打ちそばの伊澤
  - （株）三和フーズ
  - 日本製乳（株）
  - （有）高畠納豆
  - よねおりかんこうセンター
  - たいようぱん（株）
  - （株）りんご苑
  - （有）高砂屋菓子店
  - 高畠製菓組合
  - （有）菅野食品 こんにゃく本舗

- 製造業
  - F.M.Pカンノ株式会社
  - 小森マシナリー [注 1]
  - オカムラ高畠事業所
  - ASEジャパン
  - （株）玉野板金工業
  - （株）島津板金製作所
  - （株）上和電機
  - （株）山又製作所山形工場
  - 東日部品工業（株）
  - （株）エコーハイテク
  - （有）秀機
  - 尾﨏精機（株）
  - リュー精機（株）
  - （有）ヤマカワ電機

- リサイクル事業
  - （株）ウエステック山形
  - （有）高万商店
  - 県南リサイクルセンター協同組合

- バイオマス事業
  - グリーンパワーテクノ（株）

- 農業
  - （株）屋代郷 (農地所有的確法人）

### 郵便局

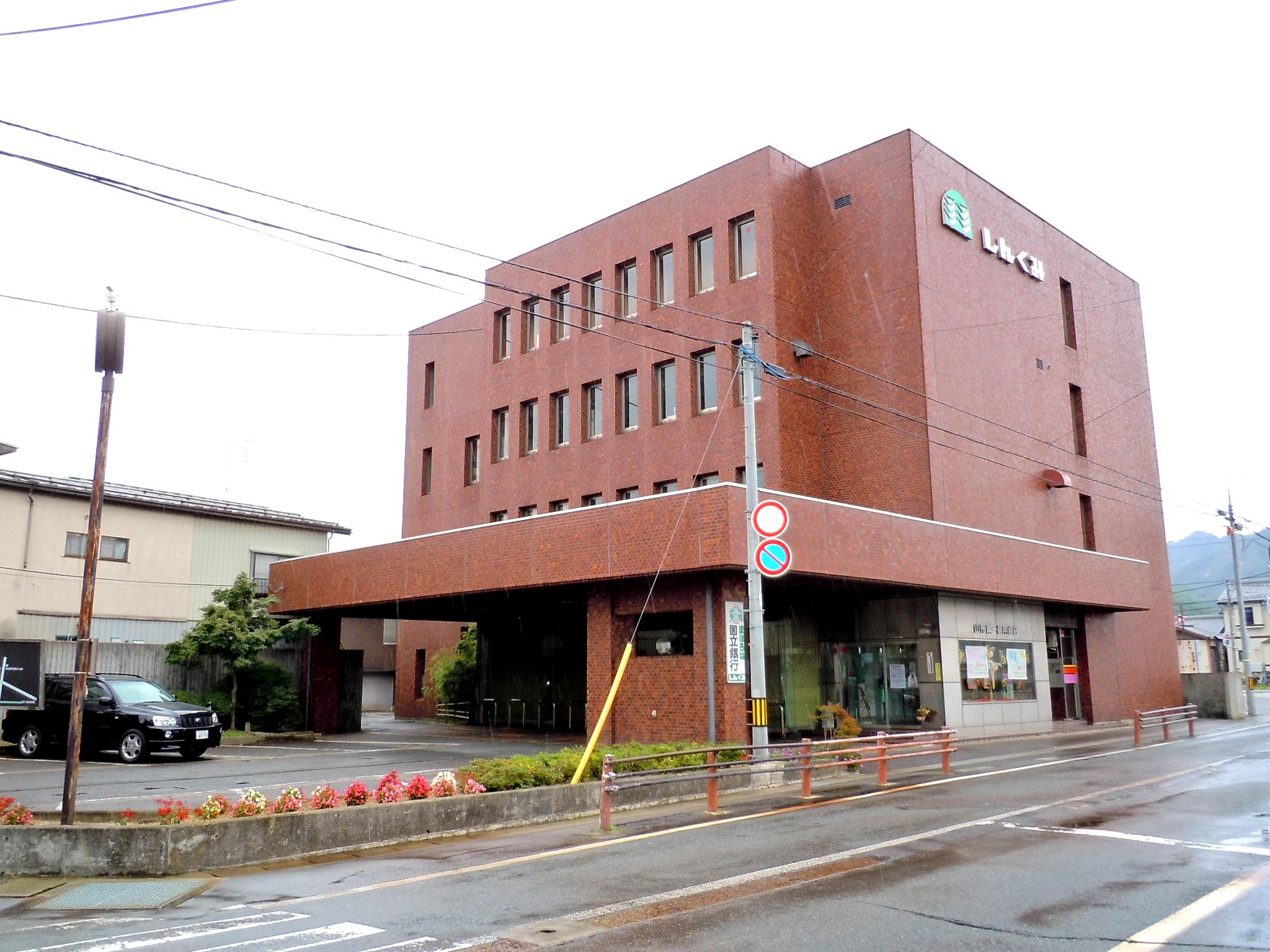
山形第一信用組合本店

- 高畠郵便局（集配局）
- 中和田郵便局
- 糠野目郵便局
- 亀岡郵便局
- 二井宿郵便局
- 屋代郵便局山形第一信用組合本店

### 金融機関
- 山形銀行高畠支店
- きらやか銀行高畠支店
- 米沢信用金庫高畠糠野目支店
- 山形第一信用組合本店、糠野目支店
- 山形おきたま農業協同組合たかはた支店

## 交通

### 空港
- 町内に空港はない。最寄りの空港は東根市にある山形空港である。

### 鉄道路線
- 東日本旅客鉄道（JR東日本）
  - 奥羽本線（山形線）・山形新幹線: 高畠駅

※1974年まで山形交通高畠線が町内を通っていた。

### タクシー
- 羽山観光タクシー
- まほろば合同タクシー
- みつわタクシー

### レンタカー
- トヨタレンタカー赤湯駅前店

### 高畠町デマンド交通
高畠町内を運行区域とするデマンドタクシーが運行されている。運行時間は午前8時から午後4時まで。登録制（町外在住者でも利用者登録可能）

### 道路
高速道路
- E13 東北中央自動車道
  - （米沢市） - (11)南陽高畠IC - （南陽市）

一般国道
- 国道13号
- 国道113号
- 国道399号

都道府県道
- 主要地方道
  - 山形県道1号米沢高畠線
  - 山形県道7号高畠川西線

## 友好交流都市
- 神奈川県横浜市栄区

## 名所・旧跡・観光スポット
- 国指定文化財（史跡）
  - 日向洞窟
  - 火箱岩洞窟
  - 一の沢洞窟
  - 大立洞窟
- 県指定文化財（史跡）
  - 清水前古墳群
  - 安久津古墳群
  - 北目古墳
  - 源福時古墳
  - 加茂山洞窟古墳
  - 味噌根古墳
  - 安久津古墳
  - 鳥居町古墳
- 県指定文化財（天然記念物）
  - 竹森のアベマキ・日向のアベマキ
  - 小湯山風穴植物群落
- 県指定文化財（建造物）

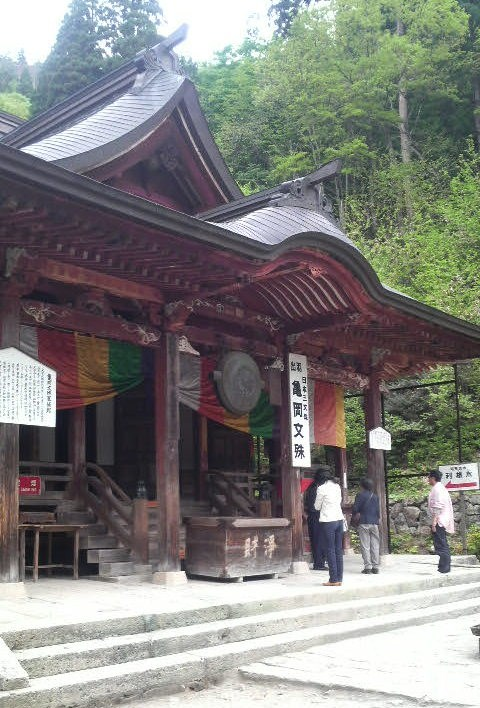
亀岡文珠（大聖寺）

  - 安久津八幡神社　八幡神社本殿・三重塔・舞楽殿
  - 高房神社　石鳥居
- 大聖寺（亀岡文殊）
- 耕福寺
- 西来院
- 高畑城跡
- 資福寺跡（伊達政宗幼少時の学問所。境内に伊達輝宗及び遠藤基信の墓がある）
- 犬の宮・猫の宮
- 鳩峰峠
- 浜田広介記念館
- 山形県立うきたむ風土記の丘考古資料館
- 高畠町郷土資料館
- 米織観光センター
- 高畠ワイナリー
- まほろばステーション（道の駅たかはた）
- 太陽館（高畠駅） - 駅構内に温泉がある
- まほろば古の里歴史公園

## 祭事・催事
- 4月 - レンタサイクルオープン（太陽館）
- 5月 - 高畠ワイナリースプリングフェスタ、安久津八幡神社春まつり、ひろすけ子ども祭（浜田広介記念館）
- 6月 - 道の駅たかはたまつり: さくらんぼフェア
- 7月 - 全国ペット供養祭（犬の宮）
- 8月 - まほろば河童祭り（駅前商店街）、道の駅たかはたまつり: お帰りなさいふるさとフェア、青竹ちょうちんまつり[7]
- 9月 - 安久津八幡神社秋まつり、高畠ロードレース兼まほろばマラソン大会（高畠町役場）
- 10月 - 高畠ワイナリー秋の収穫祭、全日本50km競歩高畠大会、道の駅たかはたまつり: 秋の収穫祭
- 2月 - 冬咲きぼたんまつり、たかはたの冬まつり[7]

以上のイベントは、2010年度現在のものである。

## 出身有名人
- 伊藤隆壽 - 仏教学者、駒澤大学名誉教授
- 浜田広介 - 童話作家
- 工藤俊作 - 軍人
- 神保信彦 - 軍人、日本リサール協会理事長
- 大塚勝夫 - 経済学者
- 東山昭子 - 日本九重流詩吟学会会長
- 伊沢まき子 - 陸上選手、1964年東京オリンピック出場
- 青木裕子 - タレント
- 遠藤五一 - 名稲会会員
- 中川吉右衛門 - 稲作篤農家（自然栽培農家）
- ナダル - お笑い芸人、コロコロチキチキペッパーズ

## 高畠町を舞台にした作品
- 映画『スウィングガールズ』（矢口史靖、2004年）
ロケ地。高畠町のある置賜地方で撮影された。県立高畠高校などが撮影に使用されている。

## 受賞歴
町は以下の受賞歴がある。
- 第11回山形ふるさとCM大賞ユーモア賞受賞（2010年度）
- ウッドデザイン賞（2020年） - 高畠町立図書館の建築でパワープレイス、テラダデザイン一級建築士事務所、羽山総合建設とともに受賞[8]。

### 注
1. ↑   小森コーポレーションの完全子会社。